# Гірничо-хімічна промисловість Китаю
Гірничо-хімічна промисловість Китаю
Гірничо-хімічна сировина видобувається в К. з найдавніших часів. Кам'яну сіль (бл. 30 млн т на рік) добувають випаровуванням з мор. води, з соляних озер і підземних розсолів, а також на соляних шахтах. Промисли солі зосереджені вздовж мор. берега від гирла р. Ялуцзян до о. Хайнань на відстані 11 тис. км. Центри видобутку зосереджені в районі мм. Далянь і Таньцзінь, на узбережжі Бохайвань і Ляодунської затоки, в пров. Хебей і в р-нах Дагу, Таньгу, Дацінхе, Хуанхуа, в провінціях Шаньдун, Цзянсу, по берегах затоки Ханчжоувань, в пров. Гуандун і в Гуансі-Чжуанському автономному р-ні. З соляних озер сіль добувають в Цайдамській улоговині (пров. Цінхай), з соляних шахт — в пров. Цзянсі, в Сіньцзян-Уйгурському автономному р-ні та ін.
Китай є одним з найбільших світових імпортерів хлористих калійних добрив, займаючи за їхнім імпортом 2-е місце у світі після США. Постачання в Китай здійснює головним чином Канада, Росія і Білорусь. Власне виробництво таких добрив в Китаї має порівняно малі масштаби, в зв'язку з невеликими запасами калійної сировини на території країни і необхідності великих інвестицій в потенційні об'єкти розробки. Щорічно виробляється близько 330 тис. т хлористих калійних добрив (в перерахунку на К2О), тоді як споживання їх в Китаї перевищує 3 млн т.
Найбільший калійний проект в Китаї на початку XXI ст. — залучення до розробки калійних розсолів озера Цзархан (пров. Цінхай). Здійснюється китайською компанією Qinghai Yanhu Potash Fertilizer Co. Завершити першу стадію проекту планується протягом 3-х років починаючи з 2000 р. Передбачувана потужність підприємства — 300 тис. т хлориду калію (близько 180 тис. т K2O) на рік [Industrial Minerals. 2001. № 407]. Цзарханське соляне озеро має площу 5.8 тис. кв.км і знаходиться на висоті близько 3000 м над рівнем моря. Це висохле соляне озеро, в крайових частинах якого збереглося дев'ять різного розміру водоймищ, що містять розсоли. Основний об'єкт розробки — внутрішньокластичні розсоли. Вони утворюють водоносний шар, що знаходиться під поверхневою кіркою на глибині 0.05-0.5 м на водонепроникному пласті. Найбільше крайове озеро Дабсан, де є карналіт, має середню глибину 0.56-1.02 м. Реальне будівництво почалося лише в 2000 р. Згідно з планами китайських компаній, після завершення другого етапу, до 2005 р., продуктивність підприємства становитиме до 1.5 млн т калійних добрив на рік.
Річний видобуток бариту бл. 1 млн т. Осн. родов., що розробляються знаходяться в провінціях Фуцзянь, Хубей, Шаньдун і в Гуансі-Чжуанському автономному р-ні. Барит використовується як внутрішніх потреб, так і для експорту в Японію, Мексику, Румунію, США, ФРН тощо.
Канадсько-китайське СП Sino-Can з 1997 р. випускає в Китаї цінний вид баритової продукції — мікронізований барит, що використовується як наповнювач у лакофарбовій, гумовій, електротехнічній і інших галузях промисловості. Виробнича потужність підприємства Sino-Can з випуску мікронізованого продукту 7-9 тис. т/рік, динаміка позитивна.
Видобуток піриту здійснюється на двох шахтах (пров. Гуандун та Внутр. Монголія). Отримують його також попутно (до 2 млн т на рік) при збагаченні сульфідних руд інш. родовищ.
Китай — найбільший виробник флюориту у світі. У 1990 р. він випустив 1650 тис. т флюориту (30% світового виробництва), а в 1994 його частка у світовому видобутку сягала 50,8%. Видобуток флюориту здійснюється г.ч. в пров. Чжецзян (80% запасів країни) на рудниках «Янмей», «Цзяшань», «Наньшань», а також в провінціях Ляонін і Шаньдун. Крім того, в провінціях Фуцзянь, Гуандун, Хенань і в Гуансі-Чжуанському автономному р-ні. Збагачують руду методом флотації. Концентрат металургійних сортів містить 80-85% CaF2, хім. сортів понад 97% CaF2. Сировина експортується в осн. в Японію, постачається також в США і Європу. Забезпеченість країни загальними і підтвердженими запасами при рівні виробництва 1997 р. складає, відповідно (років) — 39 і 9.
Родовища самородної сірки знаходяться в Сіньцзян-Уйгурському і Тибетському автономних р-нах, в пров. Цінхай, Юньнань і Хенань.
Китай — один з найбільших світових споживачів фосфорної продукції, але країна забезпечує себе фосфорними добривами тільки на 50%. У Китай в період 1996—1998 рр. ввозилося, за різними оцінками, від 40 до 60% всього діаммофосу, що продається на світовому ринку.
Видобуток власних фосфатів ведеться на 200 копальнях. У 1997—1998 рр. почалося будівництво заводів потрійного суперфосфату в м. Дайюкоу, провінція Хебей, річною потужністю 560 тис. т, в м. Венфу на півд.-заході провінції Гуйчжоу, річною потужністю 800 тис. т, в провінції Юньнань, річною потужністю 400 тис. т, а також двох заводів діаммофосу в м. Лучжай в Гуансі-Чжуанському автономному районі, потужністю 240 тис. т, і в м. Цзіньчан провінції Ганьсу, потужністю 120 тис. т на рік. Пізніше почато спорудження ще чотирьох великих заводів діаммофосу: в м. Фулінь провінції Хубей, в м. Сюаньхуа провінції Хебей, в м. Лубей і в провінції Юньнань. До 2000 р. приріст потужностей К. з випуску добрив повинен був скласти не менше 1 млн т. У той же час продовжували розширятися добувні потужності в країні. У 1999 р. стали до ладу нові рудники в м.м. Венфу і Кайюн провінції Гуйчжоу, а також в провінції Юньнань.
З 1990-х років у фосфатовидобувну та переробну галузь активно залучаться іноземний капітал. Так північноамериканська компанія IMC-Agrico, — найбільший у світі продуцент фосфорвмісних продуктів, — уклала угоду з китайською корпорацією Yunnan Phosphorus Chemical Industry (Group) Corporation і Бюро нафтової і хімічної промисловості провінції Юньнань (Yunnan Provincial Petroleum & Chemical Industry Bureau) про наміри спільної розробки фосфатів провінції Юньнань. Канадська компанія Spur Ventures Inc. спільно з китайською Yunnan Phosphorus Chemical Industry (Group) Corporation з 1996 р. дослідила фосфатні родовища р-ну Ічан провінції Хубей. Проведена розвідка п'яти родовищ району, оцінені їх запаси, прийняте рішення про початок розробки. Компанія Jacobs Engineering в 2000 р. закінчила складання ТЕО освоєння двох родовищ з п'яти. Їх запасів вистачить на 24 роки роботи рудника. Проект «Ічан» передбачає будівництво вертикально інтеґрованого підприємства з випуску фосфорних добрив. Після завершення першої фази проекту буде випускатися 480 тис. т на рік комплексних добрив; надалі потужності будуть подвоєні. Спорудження комплексу планується завершити в 2002 р. У 1997 р. північноамериканська компанія Cargill Pacific Ltd. і адміністрація м. Тяньцзінь створили спільне підприємство — компанію Tianjin Cargill Fertiluzer Co., яка почала реалізацію проекту заводу високоякісних добрив річною потужністю 150 тис. т. У 1997 р. компанії Toyo Engineering Corp. і Marubeny Corp. (Японія) побудували завод діаммофосу річною потужністю 800 тис. т і асоціюючі з ним заводи сірчаної кислоти та аміаку в м. Лучжай в Гуансі-Чжуанськом автономному районі.
Загалом у світовій фосфатній індустрії спостерігається тенденція до переміщення центру тяжіння у виробництві фосфорних і комплексних фосфорвмісних добрив з традиційних районів — США і Марокко — у бік головних споживачів — Китаю, Індії, Австралії.